# Hypocamptus hrabei
Hypocamptus hrabei is een eenoogkreeftjessoort uit de familie van de Canthocamptidae. De wetenschappelijke naam van de soort is voor het eerst geldig gepubliceerd in 1969 door Sterba.